# العقاب (بني سعد)

تعديل مصدري - تعديل

العقاب هي إحدى قرى عزلة الوحاوح بمديرية بني سعد التابعة لمحافظة المحويت، بلغ تعداد سكانها 59 نسمة حسب تعداد اليمن لعام 2004.